# ویژنیتسیا
شهر ویژنیتسیا (‎/ˈvɪʒnɪts(j)ə/‎; اوکراینی: Ви́жниця [ˈwɪʒnɪtsʲɐ]; آلمانی: Wischnitz; لهستانی: Wyżnica; رومانیایی: Vijnița; روسی: Вижница; به ییدیش: וויזשניץ) در استان چرنیوتسی در کشور اوکراین واقع شده‌است. جمعیت این شهر  ۳,۸۷۵ نفر است. (۲۰۲۱ تخمینی)

## نگارخانه

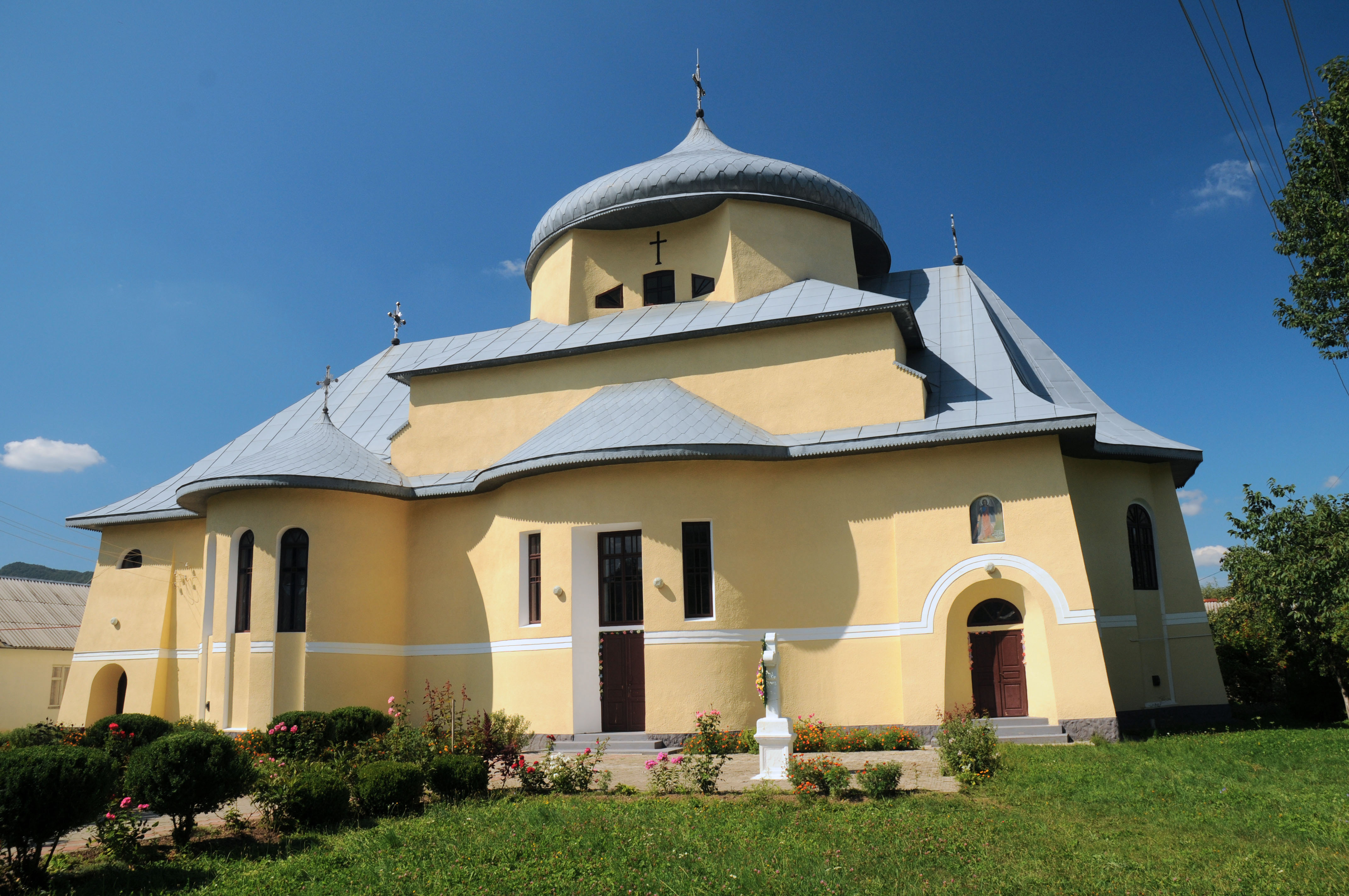
St Michael's Church
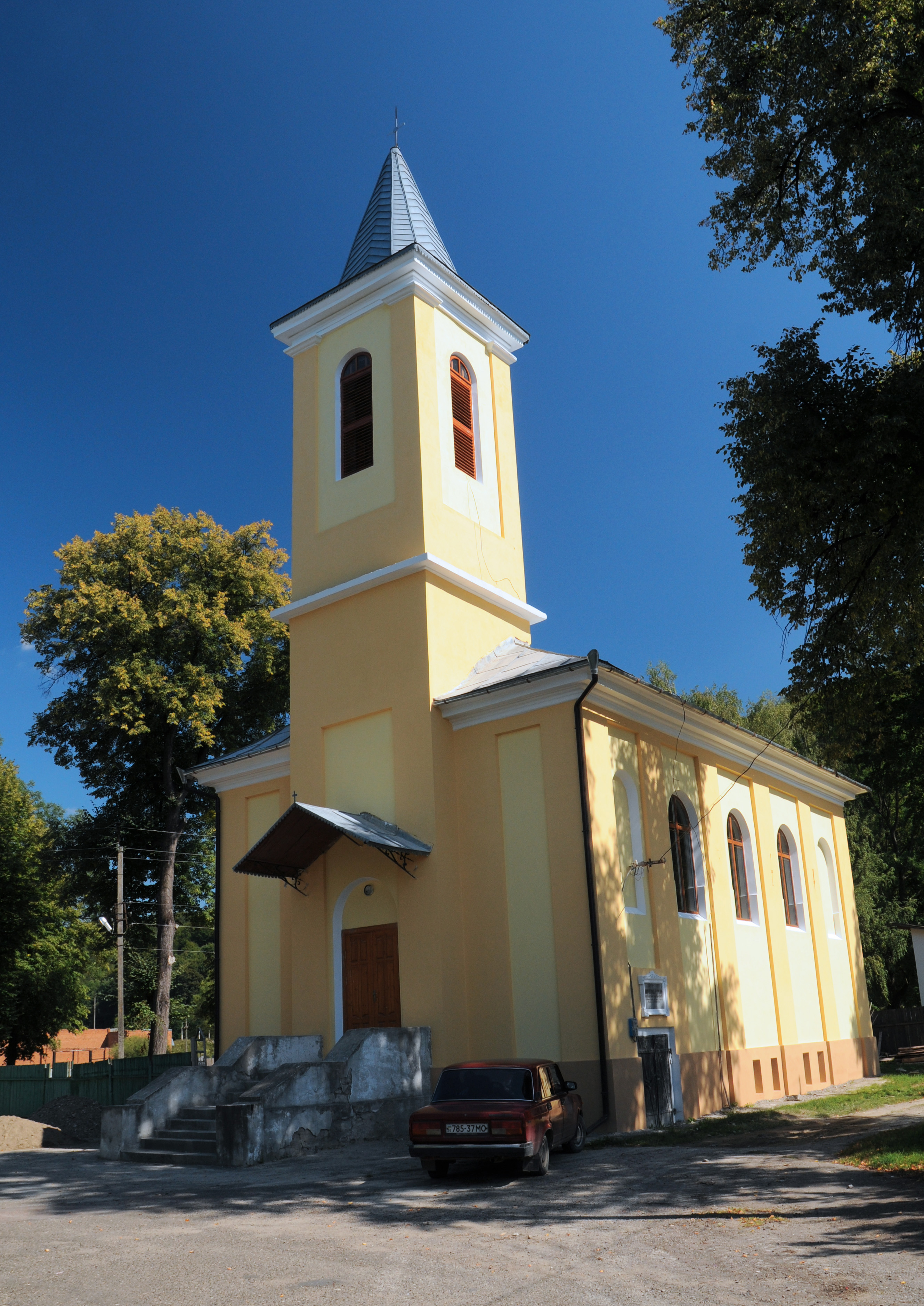
St Peter and Paul Catholic Church
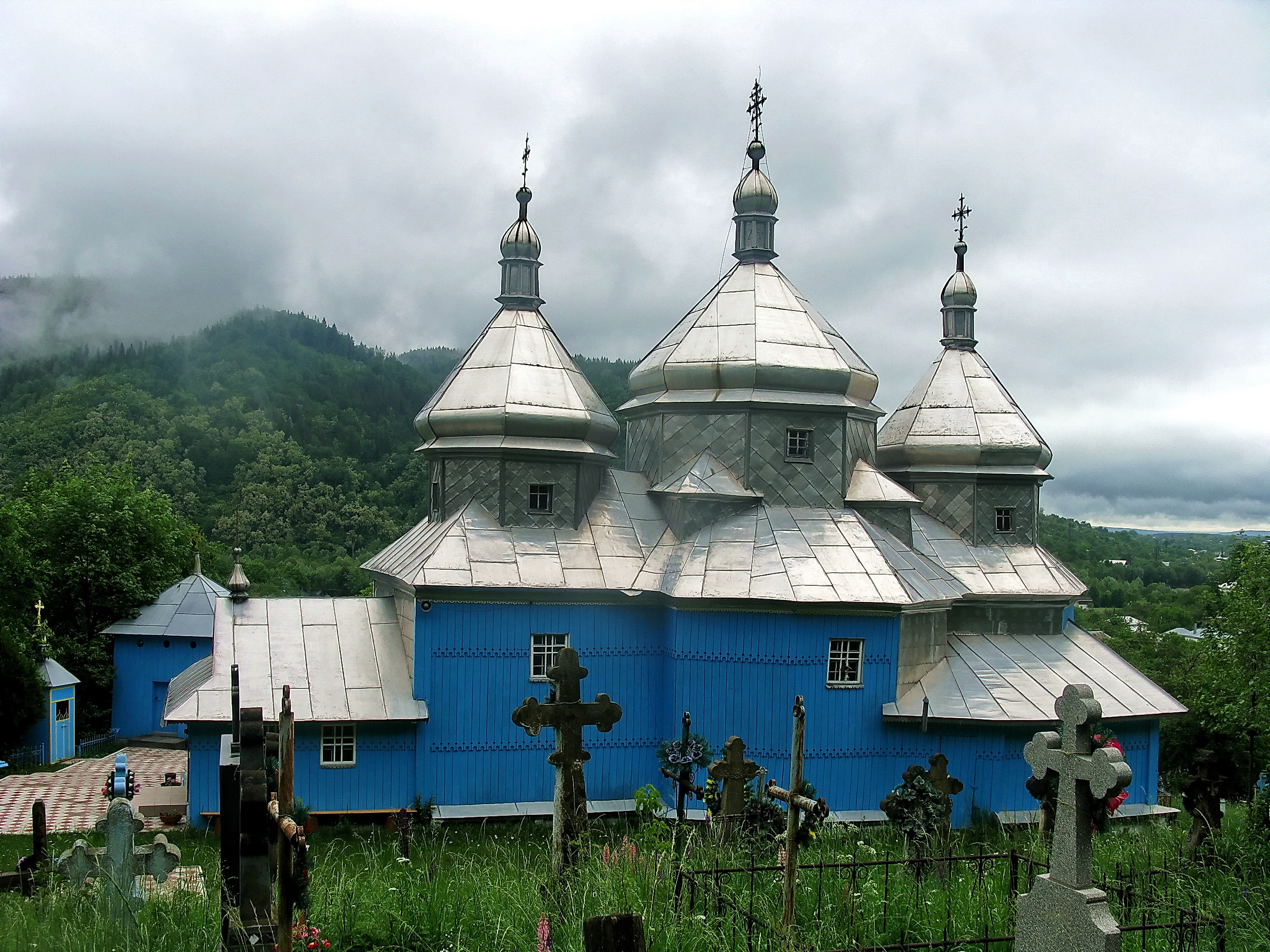
St Demetrius Church
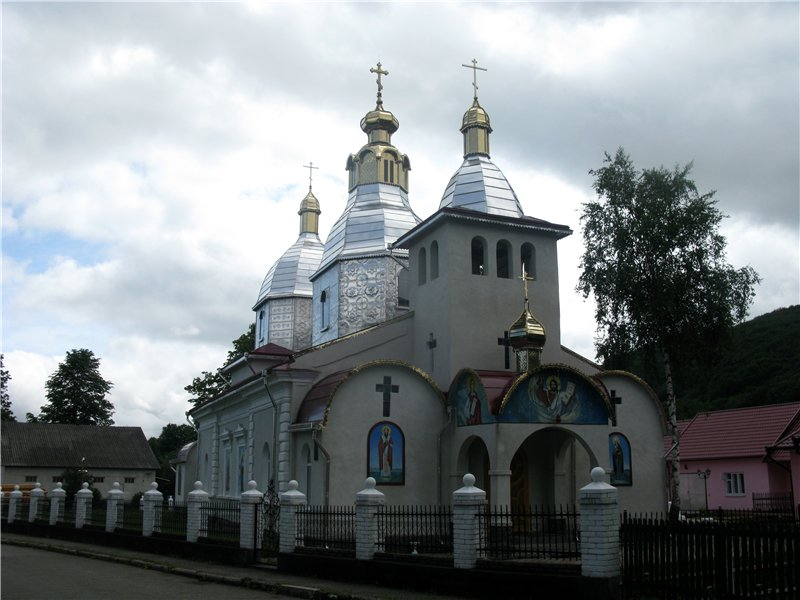
Holy Trinity Church
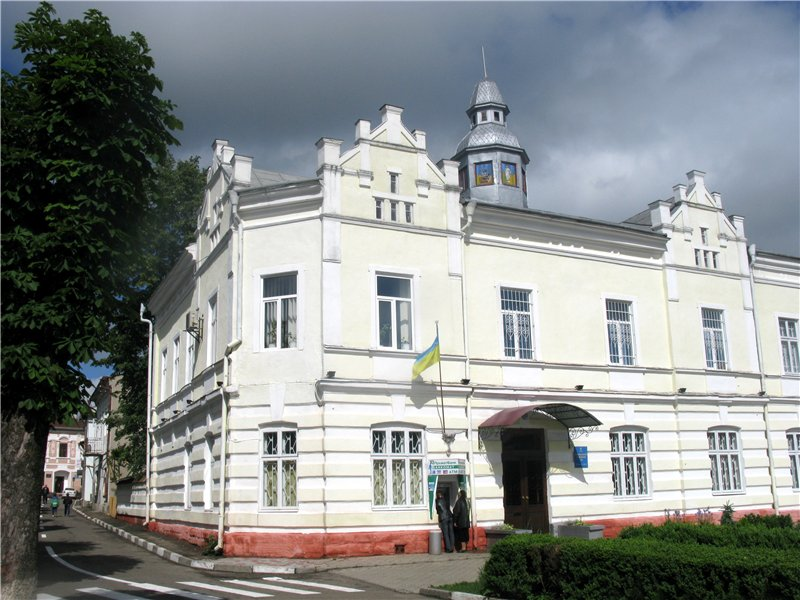
City Hall
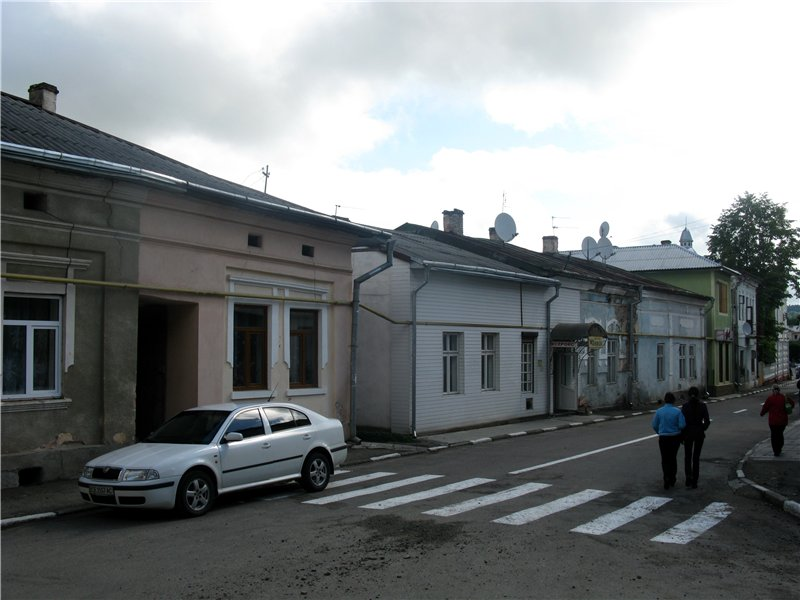
Old city of Vyzhnytsia
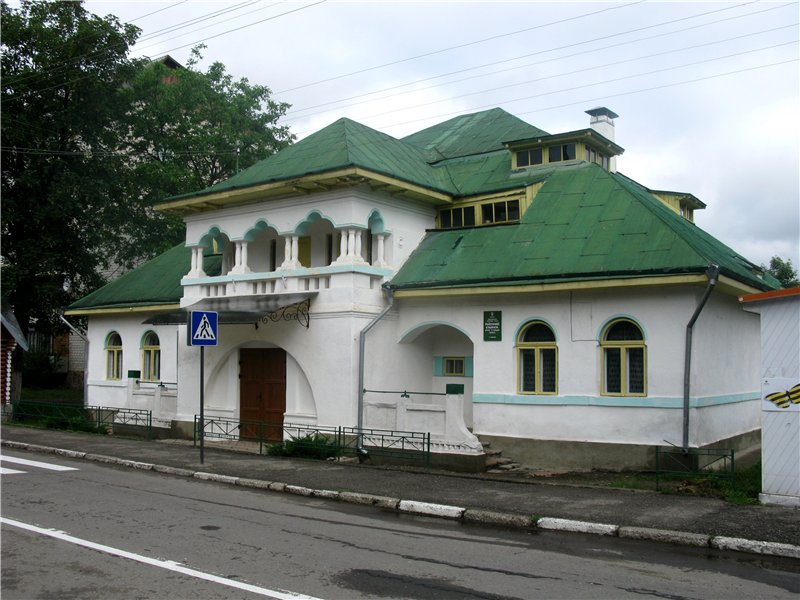
Children's art house
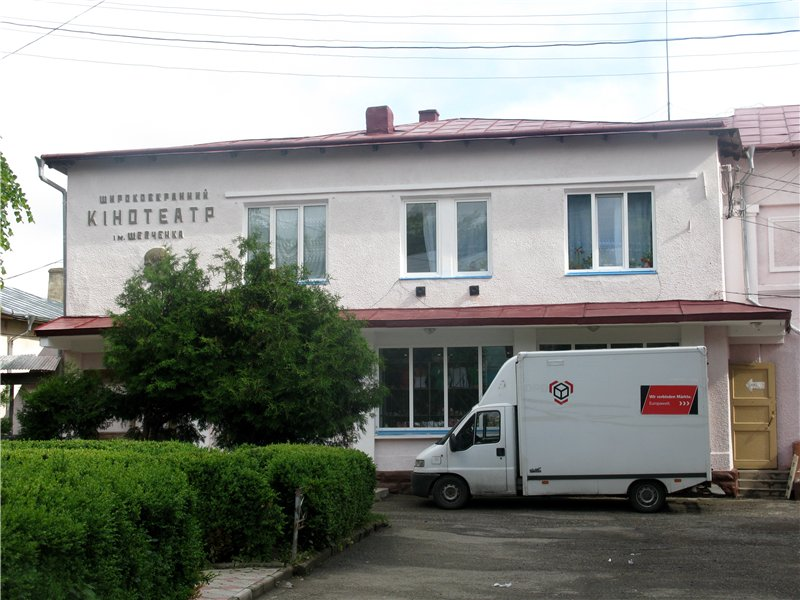
Vyzhnytsia cinema